# マイケル・モラレス (格闘家)
マイケル・ホナタン・モラレス・ウルタド（Michael Jonathan Morales Hurtado, 1999年6月24日 - ）は、エクアドルの男性総合格闘家。エル・オロ県パサヘ出身。エクストリーム・フィットネス所属。UFC世界ウェルター級ランキング7位。

## 経歴
両親が柔道家の家庭に生まれ、5歳から母親の下で柔道を始めた。10歳でレスリングに転向し、ユースのトーナメントで優勝するなど活躍した。14歳の時に総合格闘技のトレーニングを始め、2017年にプロ総合格闘技デビュー。
2021年9月21日、Dana White's Contender Series 40でニコライ・ヴェレテニコフと対戦し、3-0の判定勝ちを収めUFCとの契約を獲得した。

### UFC
2022年2月22日、UFC初参戦となったUFC 270でトレヴィン・ジャイルズと対戦し、右ストレートでダウンを奪いパウンドで1RTKO勝ち。
2024年8月24日、UFC on ESPN: Cannonier vs. Borralhoでウェルター級ランキング12位のニール・マグニーと対戦し、クリンチ際の右スピニングエルボーでダウンを奪い、パウンドで1RTKO勝ち。パフォーマンス・オブ・ザ・ナイトを受賞し、無敗記録を17に伸ばした。

## 戦績
| 総合格闘技 戦績 | 総合格闘技 戦績 | 総合格闘技 戦績 | 総合格闘技 戦績 | 総合格闘技 戦績 | 総合格闘技 戦績 | 総合格闘技 戦績 |
| --------------- | --------------- | --------------- | --------------- | --------------- | --------------- | --------------- |
| 18 試合         | (T)KO           | 一本            | 判定            | その他          | 引き分け        | 無効試合        |
| 18 勝           | 13              | 1               | 4               | 0               | 0               | 0               |
| 0 敗            | 0               | 0               | 0               | 0               | 0               | 0               |

| 勝敗 | 対戦相手                         | 試合結果                             | 大会名                                   | 開催年月日     |
| ○    | ギルバート・バーンズ             | 1R 3:39 TKO（スタンドパンチ連打）    | UFC Fight Night: Burns vs. Morales       | 2025年5月17日  |
| ○    | ニール・マグニー                 | 1R 4:39 TKO（パウンド）              | UFC on ESPN 62: Cannonier vs. Borralho   | 2024年8月24日  |
| ○    | ジェイク・マシューズ             | 5分3R終了 判定3-0                    | UFC Fight Night: Allen vs. Craig         | 2023年11月18日 |
| ○    | マックス・グリフィン             | 5分3R終了 判定3-0                    | UFC on ESPN 48: Strickland vs. Magomedov | 2023年7月1日   |
| ○    | アダム・フューギット             | 3R 1:09 TKO（スタンドパンチ連打）    | UFC 277: Peña vs. Nunes 2                | 2022年7月30日  |
| ○    | トレヴィン・ジャイルズ           | 1R 4:06 TKO（右ストレート→パウンド） | UFC 270                                  | 2022年1月22日  |
| ○    | ニコライ・ヴェレテニコフ         | 5分3R終了 判定3-0                    | Dana White's Contender Series 40         | 2021年9月21日  |
| ○    | ミゲール・アリスメンディ         | 2R 4:02 TKO（パンチ）                | UWC 26                                   | 2021年4月30日  |
| ○    | リカルド・センテノ               | 1R 4:45 KO（パンチ）                 | EMMA 17 【EMMAウェルター級王座決定戦】   | 2020年10月3日  |
| ○    | ダニエル・ルイージ・バスティダス | 1R 2:01 TKO（ドクターストップ）      | EMMA 16                                  | 2020年8月1日   |
| ○    | マリオ・ナバレッテ               | 2R 2:45 TKO（パンチ）                | Barbarian's Fighting League 5            | 2020年2月12日  |
| ○    | グレゴリス・シスネロス           | 1R 1:58 三角絞め                     | Barbarian's Fighting League 4            | 2019年12月14日 |
| ○    | エリック・ザンブラノ             | 1R 1:55 TKO（パンチ）                | Pasaje Combat 1                          | 2019年11月8日  |
| ○    | マティアス・サラザール           | 1R 1:40 TKO（パンチ）                | Manaba Top Team 2                        | 2019年9月6日   |
| ○    | オスカル・ラベロ                 | 2R 5:00 TKO（コーナーストップ）      | FFC 39                                   | 2019年7月17日  |
| ○    | レオナルド・ブラスコ             | 5分3R終了 判定3-0                    | TFC 2                                    | 2018年12月8日  |
| ○    | アルバロ・バカセラ・ゲレーロ     | 1R 5:00 TKO（ドクターストップ）      | OFC 5 【OFCウェルター級タイトルマッチ】  | 2018年3月24日  |
| ○    | アルバロ・バカセラ・ゲレーロ     | 2R 3:15 TKO（パンチ）                | OFC 4                                    | 2017年8月19日  |

## 獲得タイトル
- OFCウェルター級王座（2018年）
- EMMAウェルター級王座（2020年）

## 表彰
- UFC パフォーマンス・オブ・ザ・ナイト（1回）